# Лобниця (Руше)
Лобниця (словен. Lobnica) — поселення в общині Руше, Подравський регіон‎, Словенія.